# 166028 Karikokatalin
166028 Karikokatalin este o planetă minoră (asteroid), cu un diametru de 1,446 km, din centura de asteroizi. A fost descoperită pe 11 ianuarie 2002 la Piszkéstetői Obszervatórium⁠(d) de Zsuzsanna Heiner⁠(d) și a fost numită după Katalin Karikó. 
Obiectul prezintă o orbită caracterizată de o semiaxă mare de 2,3855377300378 UAi, o excentricitate de 0,15038860874523, o înclinație de 2,5918947684291 ° în raport cu ecliptica.